# Hans-Gert Pöttering
Hans-Gert Pöttering, né le 15 septembre 1945 à Bersenbrück, est un homme politique allemand, membre de l'Union chrétienne-démocrate d'Allemagne (CDU) et du Parti populaire européen (PPE). Il est président du Parlement européen du 16 janvier 2007 au 13 juillet 2009

## Biographie

### Études
Pöttering fait ses études en droit, science politique et histoire aux universités de Bonn et de Genève.

### Europe
Ayant soutenu sa thèse doctorale en 1974, il est élu député du Parlement européen en 1979 et est le président du groupement parlementaire du Parti populaire européen (PPE) depuis 1999. Il est aussi président du Réseau Mouvement européen Allemagne, de 1997 à 1999.

### Vie privée
Il habite à Bad Iburg près d'Osnabrück et est catholique.

## Pouvoirs
Pöttering est élu au poste de président du Parlement européen le 16 janvier 2007 à la suite d'un accord de partage de la présidence avec le Parti socialiste européen. Le 1er février 2016, il est décoré par le président tunisien Béji Caïd Essebsi des insignes de l'ordre national du Mérite en reconnaissance de ses efforts en faveur des liens d'amitié et de coopération entre la Tunisie et l'Allemagne.

## Publication
- (de) Wir sind zu unserem Glück vereint, Cologne-Weimar-Vienne, Böhlau Verlag, 2014 (ISBN 978-3-412-222-62-8)
- (de) Notre chance, c'est d'être unis. Mon parcours européen, Marie B, coll. « Ligne de repères », 2018, 654 p. (ISBN 979-10-935-7628-2)

## Distinctions

### Décorations
- Grand commandeur de l'ordre du Mérite de la République fédérale d'Allemagne ( Allemagne, 2010)
- Grand-croix d'or de l'ordre du Mérite ( Autriche, 2002)
- Grand-croix de l'ordre du Roi Tomislav ( Croatie, 2007)
- Grand-croix de l'ordre du Mérite civil ( Espagne, 2011)
- Première classe de l'ordre de la Croix de Terra Mariana ( Estonie, 2013)
- Commandeur de la Légion d'honneur ( France, 2011)
- Grand-croix de l'ordre du Mérite hongrois ( Hongrie, 2013)
- Chevalier grand-croix de l'ordre du Mérite de la République italienne ( Italie, 2008)
- Commandeur de l'ordre des Trois Étoiles ( Lettonie, 2009)
- Commandeur avec étoile de l'ordre du Mérite de la république de Pologne ( Pologne, 2013)
- Grand-croix de l'ordre du Mérite ( Portugal, 2009)
- Grand officier de l'ordre de l'Étoile de Roumanie ( Roumanie, 2014)
- Grand officier de l'ordre national du Mérite ( Tunisie, 2016)
- Première classe de l'ordre du Prince Iaroslav le Sage ( Ukraine, 2008)
- Grand-croix de l'ordre de Saint-Grégoire-le-Grand ( Vatican, 2007)

### Honneurs
Il a reçu plusieurs doctorats honoris causa :
- Université catholique argentine ( Argentine)
- Université de Corée ( Corée du sud)

- Université européenne des humanités (26 janvier 2018,  Lituanie)[2]
- Université de Wrocław ( Pologne)
- Université d'Opole ( Pologne)
- Université Babeș-Bolyai ( Roumanie)